# Back to the Crib
Back to the Crib è un brano musicale del rapper statunitense Juelz Santana, estratto come singolo indipendente, e pubblicato il 14 dicembre del 2009. Il brano presenta il featuring di Chris Brown.

## Antefatti
Dopo che i due artisti registrarono il brano, il produttore discografico, L.A. Reid, cercò di sostituire la presenza di Brown nel brano con quella di Trey Songz, in successione allo scandalo che lo aveva coinvolto lo stesso anno con la fidanzata, Rihanna, ma il rapper si impose affinché fosse proprio Brown a cantare nel brano.

## Classifiche
| Classifica (2010)           | Posizione massima |
| --------------------------- | ----------------- |
| Stati Uniti                 | 124               |
| Stati Uniti (R&B & hip-hop) | 60                |